# Национальный олимпийский и спортивный комитет Мавритании
Национальный олимпийский и спортивный комитет Мавритании (фр. Comité national olympique et sportif mauritanien) — организация, представляющая Мавританию в международном олимпийском движении. Основан в 1962 году, зарегистрирован в МОК в 1979 году.
Штаб-квартира расположена в Нуакшоте. Является членом Международного олимпийского комитета, Ассоциации национальных олимпийских комитетов Африки и других международных спортивных организаций. Осуществляет деятельность по развитию спорта в Мавритании.